# Phidippus boei
Phidippus boei là một loài nhện trong họ Salticidae.
Loài này thuộc chi Phidippus. Phidippus boei được Edwards miêu tả năm 2004.